# Merle Park
Merle Park, née le 8 octobre 1937 à Harare (Afrique australe), est une danseuse de ballet britannique.